# Championnat d'Angleterre de football de deuxième division 1902-1903
Navigation
Édition précédente Édition suivante
La saison 1902-1903 est la onzième saison du championnat d'Angleterre de football de deuxième division. Les deux premiers du championnat obtiennent une place en première division, les trois derniers sont relégués uniquement s'ils n'obtiennent pas assez de voix dans la procédure de réélection.
Manchester City remporte la compétition et se voit promu en première division accompagné du vice-champion, Small Heath. Parmi les trois derniers, seul Doncaster Rovers n'obtient pas assez de voix pour rester en deuxième division. Le meilleur buteur est Billie Gillespie avec 30 buts pour Manchester City.
C'est la première saison où le Newton Heath joue sous le nom Manchester United.

## Compétition
La victoire est à deux points, un match nul vaut un point.

### Classement
| Rang | Équipe               | Pts | J  | G  | N  | P  | Bp | Bc | Diff |
| ---- | -------------------- | --- | -- | -- | -- | -- | -- | -- | ---- |
| 1    | Manchester City R    | 54  | 34 | 25 | 4  | 5  | 95 | 29 | +66  |
| 2    | Small Heath R        | 51  | 34 | 24 | 3  | 7  | 74 | 36 | +38  |
| 3    | Woolwich Arsenal     | 48  | 34 | 20 | 8  | 6  | 66 | 30 | +36  |
| 4    | Bristol City         | 42  | 34 | 17 | 8  | 9  | 59 | 38 | +21  |
| 5    | Manchester United    | 38  | 34 | 15 | 8  | 11 | 53 | 38 | +15  |
| 6    | Chesterfield FC      | 37  | 34 | 14 | 9  | 11 | 67 | 40 | +27  |
| 7    | Preston North End    | 36  | 34 | 13 | 10 | 11 | 56 | 40 | +16  |
| 8    | Barnsley FC          | 34  | 34 | 13 | 8  | 13 | 55 | 51 | +4   |
| 9    | Burslem Port Vale    | 34  | 34 | 13 | 8  | 13 | 57 | 62 | -5   |
| 10   | Lincoln City         | 30  | 34 | 12 | 6  | 16 | 46 | 53 | -7   |
| 11   | Glossop FC           | 29  | 34 | 11 | 7  | 16 | 43 | 58 | -15  |
| 12   | Gainsborough Trinity | 29  | 34 | 11 | 7  | 16 | 41 | 59 | -18  |
| 13   | Burton United        | 29  | 34 | 11 | 7  | 16 | 39 | 59 | -20  |
| 14   | Blackpool FC         | 28  | 34 | 9  | 10 | 15 | 44 | 59 | -15  |
| 15   | Leicester Fosse      | 28  | 34 | 10 | 8  | 16 | 41 | 65 | -24  |
| 16   | Doncaster Rovers     | 25  | 34 | 9  | 7  | 18 | 35 | 72 | -37  |
| 17   | Stockport County     | 20  | 34 | 7  | 6  | 21 | 39 | 74 | -35  |
| 18   | Burnley FC           | 20  | 34 | 6  | 8  | 20 | 30 | 77 | -47  |

|  | Vainqueur de la deuxième division et promotion en First Division |
|  | Promotion en First Division                                      |
|  | Réélection                                                       |
|  | Relégué                                                          |

- Parmi les trois derniers, seul Doncaster Rovers n'obtient pas assez de voix et sera relégué en troisième division.